# 伍明站
伍明站位于安徽省阜阳市颍泉区伍明镇，是京九铁路的一座火车站，等级为四等站，距北京西站840公里，距常平站1475公里，本站及相邻上下行区间均为电气化区段。车站建于1989年，只办理货运，不办理客运业务。